# 宗教の歴史
宗教の歴史（しゅうきょうのれきし）に関する記事の一覧。宗教全体における歴史の概観については宗教史を参照。

## 世界の主な宗教の歴史
- ユダヤ教 - ユダヤ教の歴史
- イスラム教 - イスラム教の歴史
  - スンナ派 - スンナ派の歴史
  - シーア派 - シーア派の歴史
- キリスト教 - キリスト教の歴史
  - カトリック教会 - カトリック教会の歴史
  - プロテスタント - プロテスタントの歴史
  - 正教会 - 正教会の歴史
- 仏教 - 仏教の歴史
- ヒンドゥー教 - ヒンドゥー教の歴史
- 儒教 - 儒教の歴史
- 道教 - 道教の歴史
- 神道 - 神道の歴史

## 宗教に関する歴史
- 政教分離 - 政教分離の歴史